# Danh sách cầu thủ nước ngoài tại K League 2
- Cầu thủ in đậm hiện đang thi đấu tại K League Challenge.
- Câu lạc bộ in nghiêng có nghĩa là thời gian thi đấu tại K League Classic của K League
- Công dân của hai nước, quốc tịch được liệt kê theo đăng ký chính thức tại K League.

## Châu Phi–CAF

### Cameroon
- Nyom Nyom Aloys (2015 Goyang Hi FC)

### Togo
- Vincent Bossou (2015 Goyang Hi FC)

### Tunisia
- Imed Louati (2015–nay Gyeongnam FC)

## Châu Á–AFC

### Australia
- Aleksandar Jovanović (2013 Suwon FC, 2014–nay Jeju United)

### Đông Timor
- Diogo Santos Rangel (2014 Daejeon Citizen, 2014 Gangwon FC, Hai quốc tịch Brazil và Đông Timor)

### Nhật Bản
- Robert Cullen (2015–nay Seoul E-Land)

### Palestine
- Éder Luiz Lima de Souza (2015–nay Daegu FC, Hai quốc tịch Brazil và Palestine)

## Châu Âu–UEFA

### Montenegro
- Bogdan Milić (2012 Gwangju FC, 2013 Suwon FC)
- Vladan Adžić (2014–nay Suwon FC)

### Rumania
- Ciprian Vasilache (2014 Gangwon FC, 2014 Chungju Hummel)

### Serbia
- Miloš Stojanović (2014 Gyeongnam FC-R, 2015–nay Gyeongnam FC)

### Tây Ban Nha
- Sisi (2015–nay Suwon FC)

## Bắc Mỹ,Trung Mỹ&Caribe–CONCACAF

### Trinidad và Tobago
- Carlyle Mitchell (2015–nay Seoul E-Land)

### Jamaica
- Ryan Johnson (2015–nay Seoul E-Land)

### Hoa Kỳ
- Austin Berry (2015–nay FC Anyang)
- Seth Moses (2015 FC Anyang)

## Nam Mỹ–CONMEBOL

### Brazil
- Cássio Vargas (2013 Gwangju FC)
- Lúcio (2010–2011 Gyeongnam FC, 2011 Ulsan Hyundai, 2013 Gwangju FC)
- Tutinha (2013 Chungju Hummel)
- Miguel Bianconi (2013 Chungju Hummel)
- Alex (2013–2014 Goyang Hi FC, 2014 Gangwon FC)
- Almir (2008 Gyeongnam FC, 2013 Goyang Hi FC, 2014 Ulsan Hyundai, 2014 Gangwon FC, 2015–nay Bucheon FC 1995))
- Luizinho (2007 Daegu FC, 2008–2009 Ulsan Hyundai, 2011 Incheon United, 2013 Gwangju FC)
- Alessandro Lopes (2012 Daejeon Citizen, 2013 Chungju Hummel)
- Joelson Franca Dias (2014 Gangwon FC)
- Rodrigo (2014–nay Bucheon FC 1995)
- Romarinho (2014 Gwangju FC)
- Fabio Neves (2014 Gwangju FC, 2015–nay Gwangju FC–P)
- Roniere (2014 Goyang Hi FC)
- Wagner (2011 Daejeon Citizen, 2014 FC Anyang)
- Felipe Adão (2014 FC Anyang)
- Adriano (2014 Daejeon Citizen, 2015 Daejeon Citizen–P, 2015–nay FC Seoul)
- Matheus (2011–2012 Daegu FC, 2014 Daegu FC)
- Vanderlei (2014 Daejeon Citizen)
- Johnathan (2014–nay Daegu FC)
- Neverton (2014 Daegu FC)
- Maranhão (2014 Daejeon Citizen)
- Diego (2014 Gwangju FC)
- Maycon (2014 Goyang Hi FC)
- Japa (2014–nay Suwon FC)
- Kalel (2014 Chungju Hummel)
- Raphael (2014 Chungju Hummel)
- Sérginho (2015–nay Daegu FC)
- Léo Jaime (2015–nay Daegu FC)
- Jonatas Belusso (2015–nay Gangwon FC)
- Tarabai (2015–nay Seoul E-Land)
- Marcinho (2015–nay Chungju Hummel)
- Gil (2015–nay Gangwon FC)
- Henan (2012 Jeonnam Dragons, 2015–nay Gangwon FC)
- Fauver (2015–nay Gyeongnam FC)